# Orthocis leanus
Orthocis leanus là một loài bọ cánh cứng trong họ Ciidae. Loài này được Blackburn miêu tả khoa học năm 1907.